# The Winter of His Content
The Winter of His Content é o décimo quarto episódio da vigésima quinta temporada do seriado de animação de comédia de situação The Simpsons, sendo exibido originalmente na noite de 16 de março de 2014 pela FOX nos Estados Unidos. O episódio foi escrito por Kevin Curran e dirigido por Chuck Sheetz.

## Enredo
Marge abre a casa para três idosos após o Castelo dos Aposentados de Springfield ter sido fechado pela vigilância sanitária. Porém, ela passa a questionar-se quando Homer se fixa em um estilo de vida típico de uma pessoa idosa. Enquanto isso, depois de defender Nelson, Bart acaba por unir os valentões em uma desventura semelhante a The Warriors.

## Recepção

### Crítica
Dennis Perkins, do The A.V.Club, deu ao episódio um "C", dizendo que "The Winter Of His Content" é o episódio de The Simpsons por excelência para aqueles que pretendem discutir sobre a inconsequência da longevidade da série. Enquanto não há nada menos perspicaz do que dizer que o show não é o que costumava ser, episódios como este não são nada além de um episódio morno".

### Audiência
A exibição original do episódio em 16 de março de 2014 foi vista por 4,02 milhões de telespectadores, recebendo 1,9 pontos de audiência. Foi o segundo show mais assistido da FOX naquela noite, perdendo apenas para Family Guy, com 4,62 milhões de telespectadores.